# Сапетко Микола Олександрович
Микола Олександрович Сапетко — солдат Збройних Сил України, учасник російсько-української війни, який загинув під час російського вторгнення в Україну.

## Життєпис
Народився в м. Київ. Навчався у столичній школі № 273. У 2017 році закінчив «Відкритий міжнародний університет Людини» та отримав фах програміста. Служив у 95-тій окремій десантно-штурмовій бригаді Збройних Сил України (2017 р.), стрілець.
З початку російського вторгнення в Україну був призваний до лав Збройних Сил України. Був інструктором групи підготовки десантно-штурмового батальйону ЗСУ. 
Загинув 20 березня 2022 року у віці 27 років у ході проведення бойових дій у районі с. Кам'янки Ізюмського району Харківської області, отримавши несумісні із життям травми, відбиваючи атаку танків противника.
Похований у с. Летичівка Уманського району Черкаської області.

## Нагороди
- орден «За мужність» III ступеня (посмертно) — за особисту мужність і самовіддані дії, виявлені у захисті державного суверенітету та територіальної цілісності України, вірність військовій присязі.[2]